# Kraken (onroerend goed)

Symbool gebruikt door krakers

Kraken (Surinaams-Nederlands: occupatie) is het zonder toestemming van de eigenaar in gebruik nemen van een onroerende zaak in de vorm van een ongebruikt terrein, gebouw of ruimte daarvan. Ook het kraken van woonboten en stacaravans is mogelijk, omdat deze op grond van jurisprudentie in dergelijke kwesties als onroerende zaken beschouwd dienen te worden.
Schattingen lopen uiteen over het aantal mensen die wereldwijd gekraakt leven. Econoom Alan Krueger schat het huidige aantal op tussen de 400 en 600 miljoen. Auteur Robert Neuwirth schat dat 1 miljard mensen gekraakt leven, met daarbij de schatting dat in 2030 dat aantal rond de 2 miljard zal liggen en tegen 2050 rond de 3 miljard. Bij deze cijfers gaat het voornamelijk om huizen die illegaal gebouwd worden op grond die eigendom is van anderen. De grond wordt dus gekraakt.

## Geschiedenis
De eerste georganiseerde kraakacties in Nederland vonden plaats in 1964. In het Amsterdamse studentenblad Propria Cures verscheen een artikel onder de kop ‘’Red een pandje’’ waarin werd bericht over de sanering van de wijk Kattenburg. De gehele wijk moest tegen de vlakte. De woningen waren "Onbewoonbaar verklaard". Maar het slopen van de wijk liet nog jaren op zich wachten en een verslaggever van het blad zag destijds hoe de net door de oorspronkelijke bewoners verlaten huizen door een ploeg gemeentearbeiders opzettelijk onbewoonbaar werden gemaakt.

Hij noemde dit "legaal vandalisme" en stelde dat honderden studenten nog jarenlang op Kattenburg zouden kunnen wonen. Hij riep studenten op om mee te doen aan het "onverklaarbaar bewoond pandverbeuren". De ergernis over de woningnood, werd vergroot doordat er in en rondom het centrum goed bewoonbare huizen en gebouwen jarenlang leegstonden.
De volgende fase is het "witte huizenplan" van de Provobeweging uit 1966. Woningzoekenden worden opgeroepen om leegstaande huizen te bezetten. Deurposten van leegstaande huizen worden witgeverfd om aan te geven dat iedereen die in woningnood zit, erin mag trekken. Het destijds leegstaand paleis op de Dam wordt tot symbool van de Woningnood uitgeroepen.

In 1968 ontstaat grote onvrede over het slopen van vele woningen in de Nieuwmarktbuurt en de Bethaniënbuurt. Voor de aanleg van de Oostlijn van de Amsterdamse metro moesten hele huizenblokken worden gesloopt.
Twee ex-provo's (Rob Stolk en Lou van Nimwegen) begonnen in de Bethaniënbuurt het Geïllustreerd Bethaniënnieuws. Een, aanvankelijk met subsidie van de Gemeente Amsterdam gefinancierd nieuwsblad over de saneringsplannen in de buurt, dat al snel een hardere toon begon aan te slaan en verslag deed van de eerste kraakacties in de buurt. In januari 1969 bezette Rob Stolk voor een uit Suriname geëmigreerd gezin een huis aan de Oudezijds Achterburgwal. Het pand was echter bewoond en de politie greep snel in. Het geheel wordt als een mislukte inbraak gezien, en sindsdien heet het bezetten van huizen 'kraken' (naar het kraken van een kluis, ook inbraak). Naar aanleiding van deze mislukte actie werd het Koöperatief Woningburo De Kraker (doet het steeds vaker) opgericht. Het zou garant staan voor 'veel publiciteit en enerverend leven'. Als alternatief werd Woningburo De Koevoet (weet hoe het moet) opgericht dat als doel had de individuele kraker, zonder publiciteit, aan een woning te helpen.
In 1975 dreigde een grootschalige ontruiming van de Nieuwmarktbuurt. De verschillende kraakorganisaties en actiegroepen kwamen bij elkaar en zorgden meer en meer voor een georganiseerde samenwerking.
De kraakbeweging groeide door en kreeg steeds meer leden. In 1980 kwam het tot een tweesprong. Met veel geweld werd een pand aan de Vondelstraat tweemaal gekraakt en daarna ontruimd. De politie zette zelfs tanks in om door de barricades te komen. De inzet van tanks tegen de eigen bevolking samen met de vermindering van woningnood zorgde ervoor dat er sympathie ontstond bij de Nederlandse bevolking voor het kraken. De hele actie zorgde er wel voor dat tijdens de inhuldiging van koningin Beatrix op 30 april 1980 erg veel politie aanwezig was. De kraakbeweging ageerde daartegen, en met de leus "Geen woning, geen kroning" werd verzet aangekondigd. Op de dag zelf ontstond een ware veldslag tussen politie en (sympathisanten van) de kraakbeweging. Sommige mensen vonden dit te ver gaan, en een aantal vertrok uit de kraakbeweging.
Sinds de grote acties van de jaren tachtig is de kraakbeweging steeds minder bekend geworden, mede door het in 2010 ingevoerde kraakverbod dat het kraken van gebouwen strafbaar stelt, ondanks langdurige leegstand. In Amsterdam en Nijmegen blijven evenwel met regelmaat panden gekraakt worden, maar de aandacht wordt steeds minder. Ook heeft het fenomeen kraaktoerisme zijn intrede gedaan.

## Tegencultuur

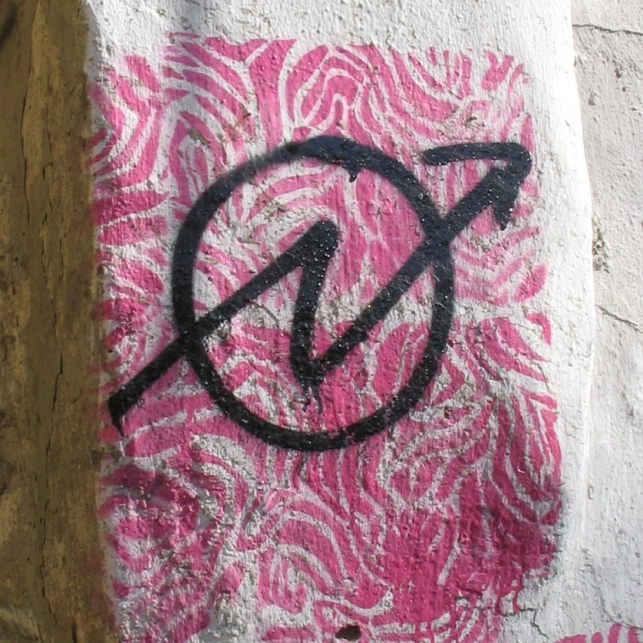
Graffiti van het kraaksymbool in Málaga, (Spanje).

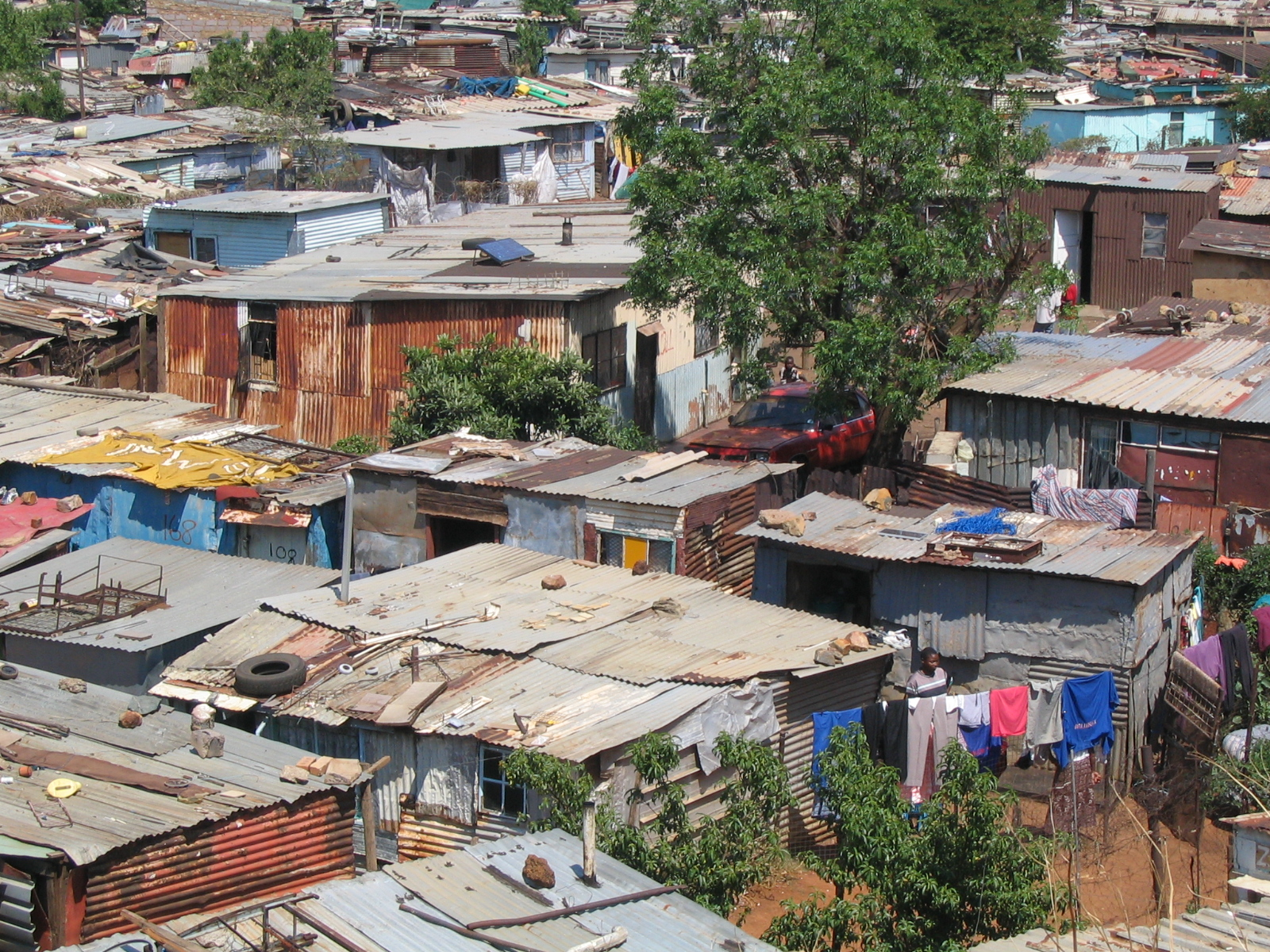
Township in Soweto (Zuid-Afrika)

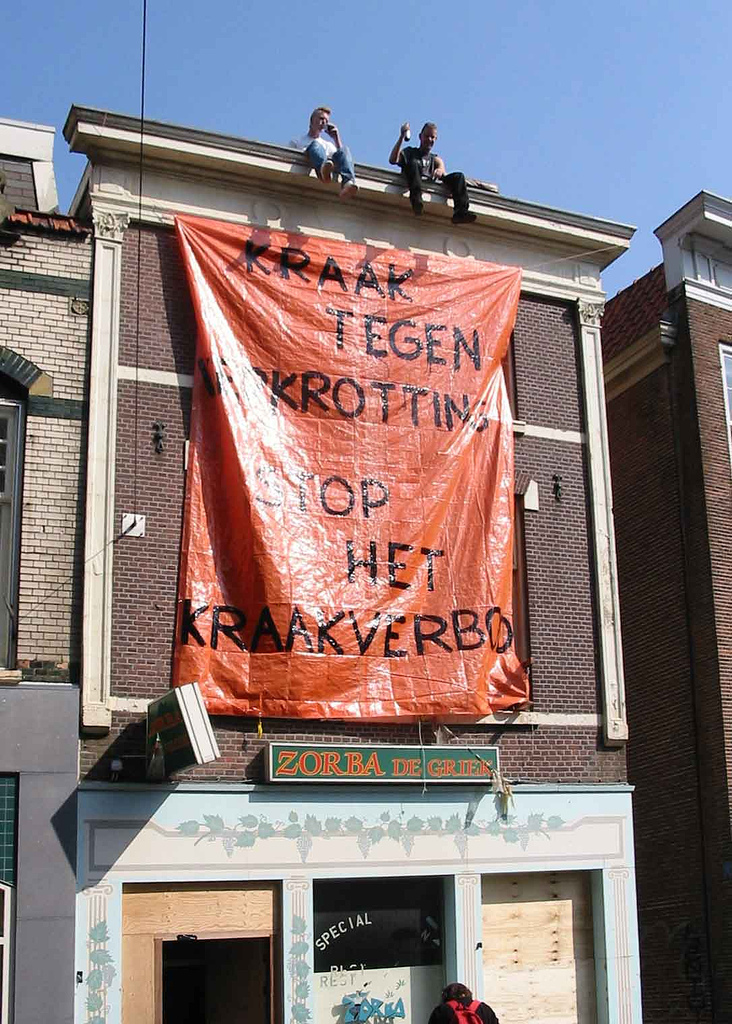
Kraakpand Grote Markt Haarlem

Voor veel mensen die actief zijn in de kraakbeweging is kraken niet slechts het in gebruik nemen van ongebruikte leegstaande ruimte, maar beslaat het nog meer.
In de kraakbeweging is het vrij gebruikelijk om met het pand wat terug te doen voor de maatschappij. Het is gebruikelijk om publieke activiteiten te organiseren zoals eetcafés of volkskeukens (vaak vegetarisch of veganistisch). De prijs wordt zo laag mogelijk gehouden om de toegang zo laagdrempelig mogelijk te maken. Een driegangendiner kost over het algemeen maximaal 5 euro, of is tegen donatie.
Ook vinden culturele activiteiten als exposities en filmvertoningen plaats. Voor kunstenaars kan het moeilijk zijn om rond te komen van de kunst, al helemaal als die kunst alternatief is en niet gebruikelijk in de maatschappij, terwijl in de cultureel georiënteerde panden kosteloos geëxperimenteerd kan worden.
Daarnaast is het gebruikelijk weggeefwinkels te organiseren. Daar kunnen mensen zonder betaling spullen komen ophalen die men nodig heeft, en de spullen afgeven die men niet meer nodig heeft. Ook worden er illegale radiostations gevestigd in kraakpanden. Verder bieden de kraakpanden ruimtes aan beginnende kunstenaars, filmmakers en muzikanten. Omdat deze ruimte vaak schaars en duur is, is dit zeer gewild onder deze groep mensen.
Kenmerk van al deze activiteiten is dat de plegers zich ermee afzetten tegen de heersende cultuur, tegen de in hun ogen consumptiemaatschappij. Krakers zijn vaak ook actief in allerlei maatschappelijke bewegingen, zoals in de jaren tachtig de antikernenergiebeweging en in de huidige eeuw de anders-/antiglobalisten en anarchisme.
Ter verspreiding en ondersteuning van de tegencultuur worden er op sommige plaatsen ook cursussen gegeven voor beginnende en aanstaande krakers, het zogenaamde kraakspreekuur (soms KSU genoemd). Ervaren krakers die weten hoe ze met de politie moeten omgaan om ervoor te zorgen dat alles duidelijk voor iedereen verloopt, verschaffen informatie, juridische tips en praktische ondersteuning aan de nieuwelingen. De meeste organisatoren van kraakspreekuren helpen ook met de kraak zelf.

## Juridische aspecten
Kraken op zichzelf is in veel landen een misdrijf. In andere landen wordt het alleen gezien als een civiel conflict tussen eigenaar en bezetters. De wetgever kiest in de meeste landen traditioneel de kant van het eigendomsrecht. Er zijn echter sommige landen, doorgaans met een tekort aan woonruimte, waar de politieke neiging van de uitvoerende macht heerst om krakers te negeren tot het gekraakte pand of terrein ontwikkeld wordt en de krakers verwijderd worden. Wanneer een eigenaar van een gekraakt pand aan kan tonen bij een rechter dat hij plannen heeft met het pand, moeten de krakers het pand verlaten, al gebeurt dat meestal pas als er een gedwongen ontruiming door de politie wordt afgedwongen.

### Nederland
In 1971 ontstond jurisprudentie waardoor kraken op zichzelf nog niet als strafbaar kon worden aangemerkt. Daarna ontwikkelde zich wel in de rechtspraak verdere jurisprudentie omtrent ontruimingen. Zo werd in 1977 in een arrest door de Hoge Raad uitgemaakt wie mochten worden verstaan onder "en de zijnen" in de tekst van een ontruimingsvonnis. Lange tijd was een strafbaarstelling van kraken onderwerp van een politiek debat.
Kraken is in Nederland sinds 1 oktober 2010 verboden middels de invoering van de strafbepaling artikel 138a Sr, hetgeen leidde tot landelijke rellen, onder meer in Amsterdam en Nijmegen. Op grond van deze nieuwe bepaling is niet alleen wederrechtelijk binnendringen, maar ook het wederrechtelijk verblijven in een gekraakt pand strafbaar gesteld. De wetgever heeft daarmee niet alleen het recht van de eigenaar van het pand willen beschermen, maar heeft ook het belang van de openbare orde bij het voorkomen van kraken en het voorkomen van strafbare feiten in het algemeen voor ogen gehad.  De maximale straf voor kraken is één jaar gevangenisstraf of een geldboete van de derde categorie. Als er bij het kraken intimidatie of geweld wordt gebruikt is de maximale straf twee jaar gevangenisstraf of een geldboete van de vierde categorie. Er zouden volgens krakers nog juridische mogelijkheden zijn, omdat het kraakverbod tegen de grondwet en tegen internationale verdragen zou indruisen, echter kent Nederland geen mogelijkheid wetten door rechters aan de grondwet te laten toetsen. In oktober 2011 oordeelde de Hoge Raad daarop dat het recht op een woning en huisvrede moeten worden meegenomen in het vonnis, daarom kan strafrechtelijke ontruiming in beginsel pas plaatsvinden nadat de nieuwe bewoners in een kort geding de zaak bij de rechter hebben kunnen voorleggen. Het Openbaar Ministerie moet daarbij onder meer de uitkomst van het kort geding afwachten. Het Openbaar Ministerie is belast met de daadwerkelijke handhaving van de rechtsorde. Mede op grond van het bepaalde in artikel 551a Sv is het daarom in beginsel bevoegd de onder zijn gezag gestelde politie opdracht te geven over te gaan tot de strafrechtelijke ontruiming van een gekraakt pand, mits het de krakers in de gelegenheid heeft gesteld de rechtmatigheid van de voorgenomen ontruiming door de onafhankelijke rechter te laten beoordelen, bijvoorbeeld in een kort geding.

### België
In België is kraken niet verboden bij wet; de braak is het enige duidelijk illegale aspect en de eigenaar kan enkel bij de vrederechter de uitzetting van de krakers eisen. Dit is dan een civielrechtelijke (burgerrechtelijke) procedure, geen strafrechtelijke. In België bestaat geen standaardprocedure of wetgeving rond kraken. Meestal wordt eerst de eigenaar op de hoogte gebracht van de kraak en in de meeste gevallen verwittigt deze dan de politie. Volgens de wet mag de politie een bewoond pand niet zonder huiszoekingsbevel betreden. Doen zij, of de eigenaar, dit wel, dan is er sprake van huisvredebreuk, hetgeen strafbaar is.
In 2003 diende de Gentse CD&V’er Tony Van Parys een wetsvoorstel in dat het kraken van gebouwen strafbaar moest stellen. Het betrof ook de bezetting als actiemiddel. Hetzelfde gebeurde door het Vlaams Belang in 2005, alsook door Open Vld (Mathias De Clercq) in 2013 als reactie op het maken van een kaart met leegstaande panden in Gent op een gespecialiseerde kraaksite.
Na een incident in maart 2017, waarbij enkele Roma-gezinnen een huis kraakten van een Belgisch koppel dat in Vietnam verbleef, beslisten de meerderheidspartijen dat kraken een strafbaar feit zal worden. Het wetsontwerp, dat al dateerde van april 2015, werd opnieuw besproken in het Parlement en werd begin oktober 2017 finaal goedgekeurd. Ze werd op 6 november 2017 in het Belgisch Staatsblad gepubliceerd In deze wet wordt er onder andere het onderscheid gemaakt tussen een bewoond of een onbewoond pand dat gekraakt wordt, de mogelijkheid tot (gedwongen) uitzetting en zijn er concrete termijnen bepaald. Tot slot maakt de wet van het kraken een klachtmisdrijf.
Op 12 maart 2020 vernietigde het Grondwettelijk Hof echter de uitzettingsprocedure voorzien in de wet van 2017. Die wet kende de bevoegdheid om een ontruimingsbevel uit te vaardigen toe aan de procureur des Konings. Omdat een ontruimingsbevel impliceert dat de bezetters schuldig zijn aan een misdrijf, oordeelde het Grondwettelijk Hof dat enkel een onafhankelijke rechter een dergelijk bevel mag uitvaardigen.
Op 16 april 2020 werd een wetsvoorstel ingediend door een aantal Kamerleden van de partijen Open Vld, CD&V, N-VA en MR, met als bedoeling de door het Grondwettelijk Hof vernietigde bepalingen te herstellen door aan de door het Hof gemaakte bezwaren tegemoet te komen. Concreet zou het wetsvoorstel de bevoegdheid om een ontruimingsbevel uit te vaardigen toekennen aan de onderzoeksrechter.

## Motieven

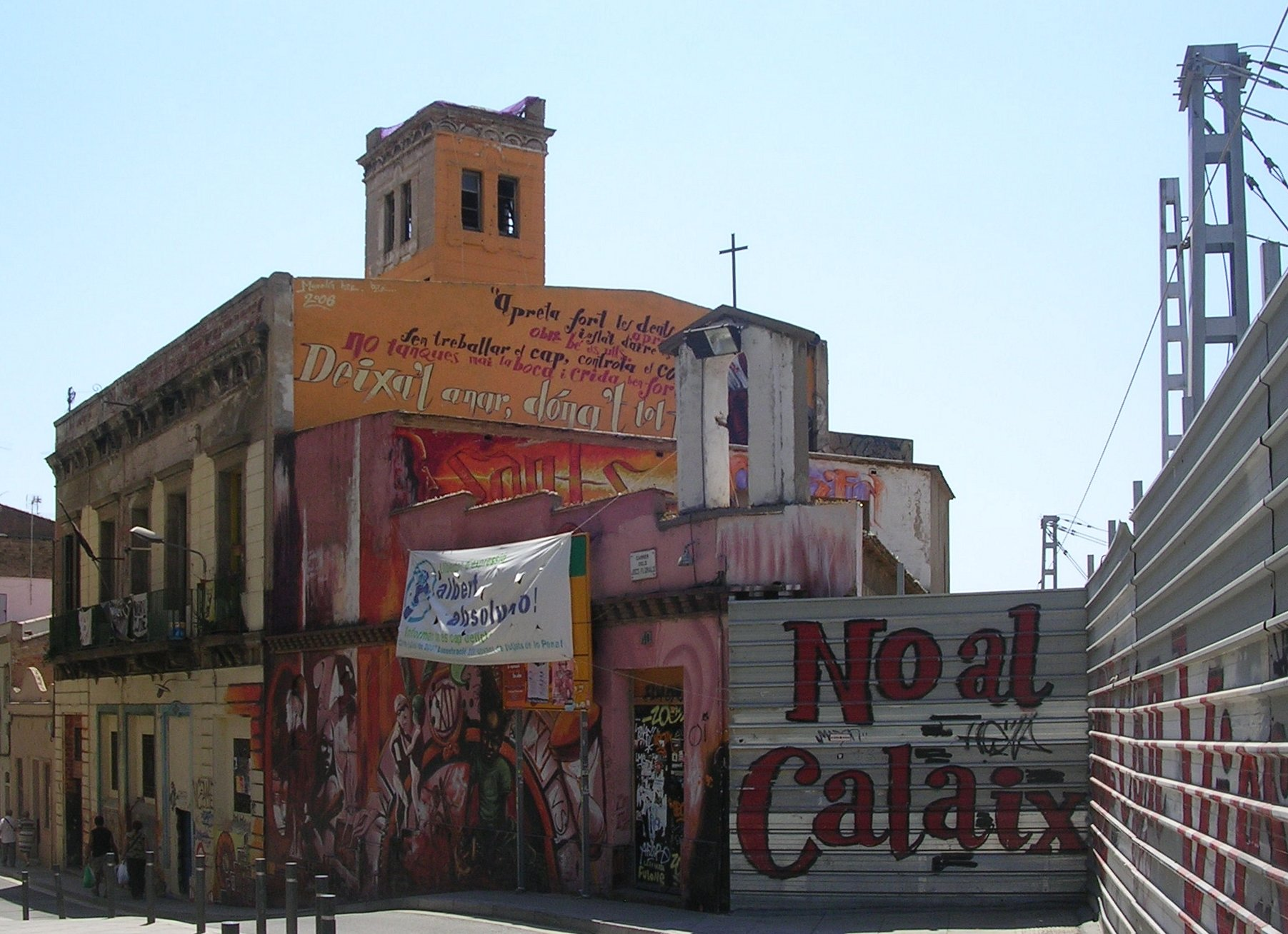
Kraakpand in Barcelona (Spanje)

Binnen Europa onderscheiden onderzoekers als de socioloog H. Pruijt vaak als reden voor mensen om te gaan kraken een vijftal hoofdredenen:
- uit noodzaak en/of tekort
- als alternatieve woonstrategie
- ondernemingsgebaseerd om sociale centra, broedplaatsen (atelierverzamelgebouwen, incubators) en vrijplaatsen op te zetten
- als tactiek om landschap, stads-/dorpsgezicht, buurt of pand(en) te behouden
- politiek, een noemer waaronder ook bijvoorbeeld autonome redenen vallen

### Nederland
Beweegredenen tot kraak komen soms vanuit een economisch verzet: kraken wordt als oplossing voor (langdurige) leegstand in tijden van woningnood gebruikt. Hierbij wordt ook de vaak daarmee gepaard gaande verloedering/verpaupering tegengegaan. Dit laatste is aannemelijk aangezien krakers geneigd zijn basaal of improvisatorisch onderhoud aan de huizen te verrichten met als gevolg dat de huizen in slechtere staat lijken te verkeren door de bewoning, maar het wel de leefbaarheid ten goede komt.
Door veel media-aandacht te genereren bij de ontruiming, proberen krakers aandacht te vragen voor de problemen van leegstand. Alhoewel kraken, door het ontbreken van huur, als financieel erg aantrekkelijk voor de kraker wordt beschouwd, kost kraken tijd. Sommige krakers betalen niet voor gas, water en stroom, velen melden zich echter gewoon aan bij de betreffende bedrijven/instanties. Frequent worden er na de kraak ook afspraken met de eigenaar gemaakt die soms contractueel worden vastgelegd.
In enkele grote steden worden soms panden gekraakt om ze als basis voor de verspreiding van de tegencultuur in te richten (zie hierboven:Tegencultuur). Hiernaast worden er ook panden gekraakt om ze weg te geven aan bepaalde sociale groepen. Een bekend voorbeeld is dat van de kraakmoskee in Amsterdam. In het stadsdeel Bos en Lommer was vraag naar een moskee voor de moslims, die een groot deel uitmaken van de bevolking daar, maar er werd niet op ingegaan door het stadsdeel. Het pand, een glazen kantoorgebouw boven de A10, werd gekraakt tijdens de landelijke kraakactiedagen van Woonstrijd in september 2006. De krakers raakten in gesprek met de buurtbewoners en het pand werd in gebruik gegeven aan de buurtbewoners, die besloten de ruimte te gebruiken als moskee. In de kraakmoskee baden elke dag tientallen moslims uit Tunesië, Egypte, Marokko en overig Afrika. In 2010 werd de kraakmoskee ontruimd.

## Voorstanders van kraken
Krakers en sympathisanten dragen een aantal redenen aan voor kraken.
- In steden met hoge woningnood een woning laten leegstaan wordt als niet acceptabel gezien. Kraken wordt beschouwd als een manier om de hoeveelheid beschikbare woonruimte te vergroten.
- Idealistische krakers kraken uit anarchistische principes, voor een maatschappij waar geld en eigendom geen rol speelt en eigendom niet meer bestaat.
- Door de lage kosten en hoge vrijheid die gepaard gaat met kraken kunnen creatievelingen experimenteren.
- Krakers zetten zich regelmatig in voor de underground muziekscene. Een artikel in Vice schreef daar naar aanleiding van het kraakverbod het volgende over: "In de kraakscene komen ook genres en shows voor die nergens anders in Nederland een plek krijgen, en zonder de laagdrempelige optie die kraakpanden aanbieden waarschijnlijk niet zouden bestaan."
- Ook andere non-profitinitiatieven kunnen zich in kraakpanden ontplooien die op andere plekken niet kunnen of te duur zouden zijn, zoals weggeefwinkels, goedkope volkskeukens, workshops en festivals.

## Kritiek op het kraken
Tegenstanders van kraken hebben vaak de volgende argumenten:
- Men ziet kraken als een onacceptabele inbreuk op het eigendomsrecht.[32]

- Kraken wordt als een vorm van eigenrichting gezien:[33] als de eigenaar van een pand (om welke reden dan ook) een pand langer dan een jaar leeg heeft staan, eigenen krakers zich het recht toe andermans eigendom in gebruik te nemen. Het initiatief daartoe en de uitvoering ervan verlopen dan niet volgens Nederlandse regelgeving en door de staat, maar op eigen initiatief.

- Krakers worden vaak beschuldigd van het vernielen van woningen, het toebrengen van zogenaamde kraakschade. Hierdoor verloederen de gekraakte woningen en daalt de waarde ervan, hetgeen extra kosten oplevert voor de eigenaar die hiervan de dupe is. Soms wordt er illegaal elektriciteit afgetapt.[34]

- Eigenaars van gekraakte panden wijzen erop dat uitzetting moeilijk, tijdrovend en kostbaar is, doordat krakers (tot voor kort) wettelijke bescherming genoten. De eigenaar krijgt in die periode geen (huur)inkomsten meer uit zijn bezit, maar dient alsnog diverse lasten als hypotheekbetalingen, opstalverzekeringen, pandgebonden belastingen (w.o. onroerend goed- en vermogensrendementsheffingen, gemeentelijke, provinciale en landelijke lasten), onderhoud van de opstal etc te betalen. Ook het voor eigen gebruik in bezit nemen van een gekraakt pand is zonder rechterlijke uitspraak en ontruiming veelal onmogelijk. Verkoop van een gekraakt pand is, doordat het door krakers is bezet, uiterst moeilijk en de verkoper lijdt veelal een aanmerkelijk financieel verlies, aangezien een gekraakt pand moeilijk verkoopbaar blijkt.[35][36]

### Kritiek op de 'beweging'
Naast min of meer principiële argumenten tegen het kraken van panden is er ook kritiek op de wijze waarop een deel van de krakers te werk gaat.
- Een deel van de krakers verwerpt het gezag van wet en overheid op basis van anarchisme ("Uw rechtsstaat is de onze niet"), maar maakt in rechterlijke procedures wel gebruik van dezelfde wetgeving die zij in principe niet accepteert.

- Krakers nemen vaak geen genoegen met een rechterlijke uitspraak,[37][38] maar willen het meestal zelf ook eens zijn met de toekomstige plannen met een pand alvorens het te willen ontruimen. Op 21 maart 2006 werden politieagenten overgoten met een brandbare vloeistof als spiritus.[39] In maart 2007 trof de Amsterdamse politie achter een gebarricadeerde deur van een ontruimd pand aan de Bilderdijkstraat een jerrycan met benzine aan die door slijpwerkzaamheden bij de ontruiming tot brand had kunnen leiden. De krakers beweerden dat het hier een jerrycan met motorolie betrof die er al stond toen het pand in bezit werd genomen.[40] De Amsterdamse politiecommandant Leen Schaap constateerde in 2007 een toenemende verharding in de kraakbeweging.[41] In 2009 kwam Schaap tot de daarmee in tegenspraak zijnde opmerking "Van een verharding van de kraakbeweging is over het algemeen geen sprake."[42][43]

## Kraakpanden
Hieronder volgt een opsomming van huidige en voormalige kraakpanden met een eigen artikel op Wikipedia.

### Nederland
Huidige kraakpanden
- Maastricht: Landbouwbelang
- Rotterdam: Slaakhuys, Poortgebouw

Gelegaliseerde panden/complexen
- Amsterdam: OCCII, Vrankrijk, Ruigoord en De Groote Keyzer
- Arnhem: Hotel Bosch
- Groningen: Grand Theatre, ORKZ, Vereniging Viaductstraat
- Katwijk: SCUM (voormalig, inmiddels afgebroken kruithuisje)
- Nijmegen: De Grote Broek
- Utrecht: ACU, Oudegracht 245, ook bekend als Tivoli/NV-huis, Truttige Tuyl

Ontruimde panden en terreinen
- Amsterdam: Lucky Luyk, Tabakspanden, ADM
- Betuweroute: Diverse panden
- Den Haag: De Blauwe Aanslag, De Vloek (Scheveningen)
- Doornenburg: Fort Pannerden
- Eindhoven: HCZ-gebouw
- Groningen: Op Drift, Wolters-Noordhoff Complex
- Maastricht: De Gieter
- Utrecht: Duitse Huis, Kameren Maria van Pallaes, Ketelhuis, Margaretenhof, Speyart van Woerden's Hofje, Ubica-panden, Vismarkt, Vogelenburcht, Watertoren Amsterdamsestraatweg
- Wageningen: Huize "Vrijstaete"
- Zwolle: Golden-Wonder

### Belgische kraakpanden

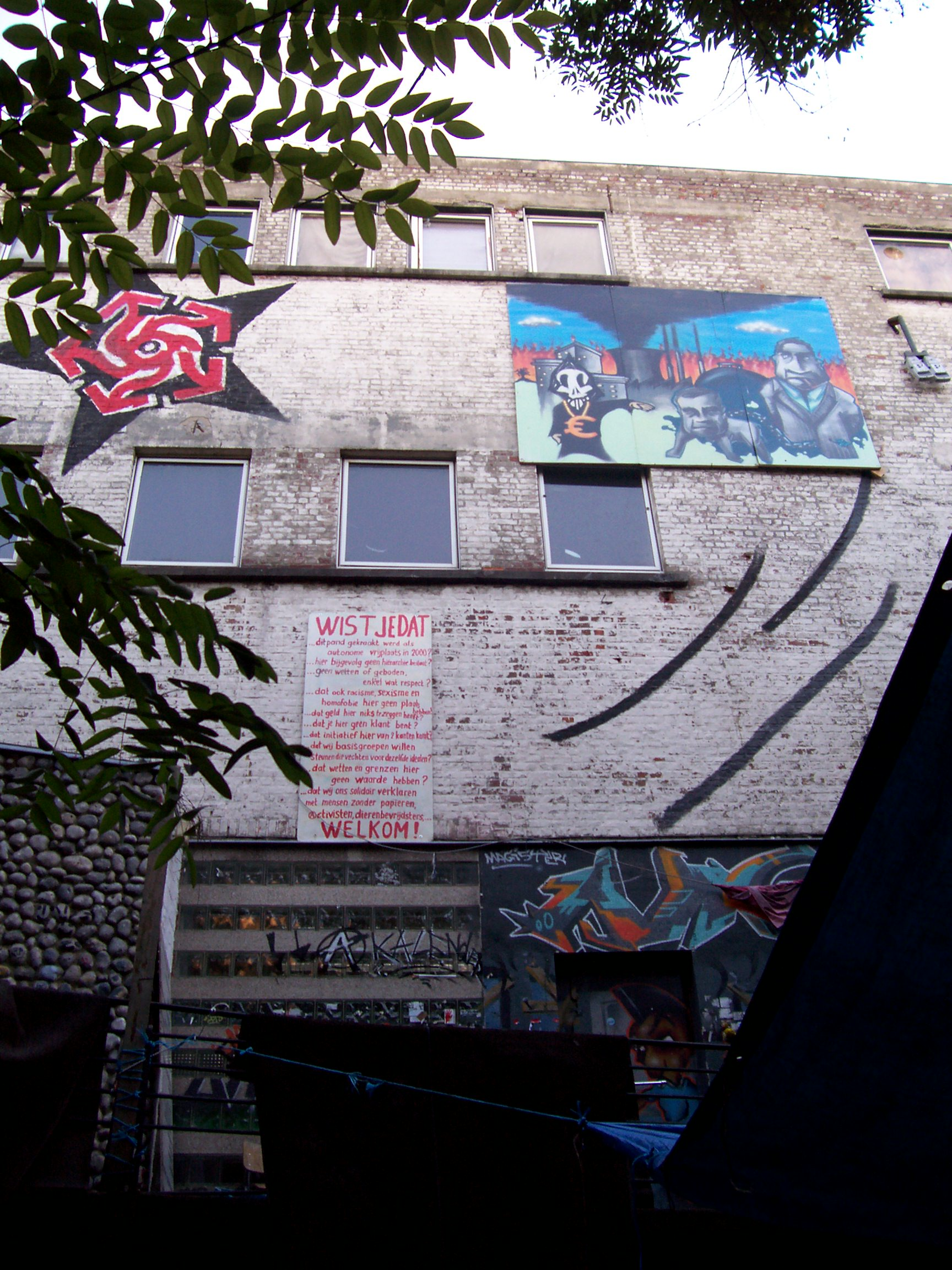
Villa Squattus Dei in Leuven

Ontruimde panden
- Doel: Diverse panden
- Hasselt: De Zeven Dwergen
- Leuven: Villa Squattus Dei